# Milagro en los Andes
Milagro en los Andes (en inglés: Miracle in the Andes) es el primer libro del uruguayo Fernando Parrado y Vince Rause, publicada por primera vez por Editorial Orion en 2006 y Editorial Planeta. 
Fernando Parrado, más conocido como Nando Parrado, fue uno de los sobrevivientes del accidente aéreo de los Andes, narra la historia que él vivió cuando el avión en el que viajaba sufrió un accidente, cayendo en medio de la cordillera de los Andes. En este accidente, Parrado perdió a su madre y a su hermana.

## Reseña
«Milagro en los Andes. 72 días en las montañas y mi largo viaje a casa.» El libro trata de cómo Nando Parrado, junto a sus demás compañeros, lucharon por sobrevivir cuando el avión en el cual viajaba cayó en los Andes, cómo muchos murieron intentando ser rescatados y cómo los supervivientes lucharon para que alguien los encontrara. El libro estuvo en Uruguay entre los diez más vendidos en 2006.

### Capítulos
1 Unos días antes:
En este capítulo Nando Parrado relata cómo era él, cómo era su familia y cómo era su vida antes del accidente. Al final del capítulo relata cómo fue el accidente, por culpa del cual perdió la conciencia.
2 Antes:
Nando relata cómo murió su madre. También describe cómo intentó que su hermana no muriera.
3 Una promesa:
En este capítulo muere la hermana de Nando, Susy, y Nando se promete a él mismo intentar sobrevivir al comenzar a escasear el alimento.
4 Respira una vez más:
Sepultan a Susy en medio de los Andes y comienzan a planear cómo salir de ahí. Por haberse terminado la comida los supervivientes comenzaron a devorar carne humana de los que habían muerto.
5 Abandonados:
Uno de los pasajeros que iba en el avión, encontró una radio que había en el avión. Gracias a ella supieron que las autoridades chilenas habían suspendido la búsqueda del avión. Entonces, preparan un plan para salir.
6 Una tumba helada:
Mandan a un grupo de supervivientes, a explorar los alrededores en busca de comida, ropa de abrigo o personas que pudieran ayudarlos.
7 Hacia el este:
El grupo de (Roberto Canessa, Antonio Vizintín y Nando) camina hacia el este. Topan con la cola del avión e intentan reparar la radio para pedir ayuda, como no lo consiguen vuelven al avión y preparan la huida hacia las enormes montañas del oeste.
8 Lo contrario a la muerte;
Luego de tres días escalan la gran montaña del oeste y luego de caminar cuatro días más, llegan cerca de un pequeño río, un sector de los Andes donde ya no hay nieve. Caminan otros dos días hasta llegar a una meseta un poco arriba del río y deciden descansar en ese lugar.
9 "Veo un hombre...":
Cuando ya estaba oscuro Canessa ve a un hombre a caballo al otro lado del río, el hombre les grita algo de lo que solo pueden oír la palabra "mañana" por el ruido del torrente de agua.
A la mañana siguiente nando baja corriendo hacia el río y le envía un papel atado a una piedra con un mensaje de ayuda; el hombre le dice con ademanes que esperen allí y al cabo de dos horas aparece otro hombre de su lado del río que los lleva a una cabaña, les da alimentos y los dejan descansar.
Le contaron su historia, y tras informar a las autoridades (luego de que el primer hombre que los encontró Sergio Catalán anduviera diez horas a caballo hasta el pueblo más cercano) se envió a un equipo de rescate orientándose por las indicaciones de Nando, que recogió los restantes sobrevivientes.
10 Y después...
Nando cuenta cómo regresó con su padre, y cómo regresaron todos los sobrevivientes a sus respectivos hogares.
11 Epílogo:
Nando reflexiona todo lo que pasó en los Andes, y cuenta la historia posterior.